# Abigail Breslin
Abigail Kathleen Breslin (New York, 14. travnja 1996. -) je američka glumica. Slavu je stekla s 10 godina nastupom u filmu "Mala Miss Amerike".

## Životopis
Abigail Breslin se rodila u New Yorku kao dijete Michaela Breslina, kompjuterskog programera i savjetnika, i Kim Breslin, koja je ujedno postala i njena menadžerica. Njeni djed i baka, Catherine i Lynn Blecker, potječu od grada New Jersey. Ona ima dva starija brata; Ryan i Spencer Breslin, koji je također postao glumac od malih nogu na nagovor majke.

## Karijera
Breslin je već s tri godine nastupala u reklama, poput one za tvrtku Toys’R’Us, da bi se sa 6 godina pojavila prvi put na velikom ekranu u filmu „Misteriozni znakovi“ iz 2002., horora kojeg je režirao M. Night Shyamalan. Kasnije se pojavila u filmovima „Odgajajući Helen“ (u kojem je glumila sa svojim bratom Spencerom), „Princezini dnevnici 2“, „Obiteljski plan“ i „Keane“. Pojavila se i pet puta na TV showu Jayja Lenoa.
2006. Breslin je nastupila u nezavisnoj komediji „Mala Miss Amerike“ koja je postala veliki uspjeh i od nje napravila zvijezdu. Glumci u tom filmu, Greg Kinnear i Alan Arkin su bili zadivljeni njenom ozbiljnošču tijekom snimanja. Za taj je film čak nominirana za Oscara za najbolju sporednu glumicu sa samo 10 godina, čime je postala četvrta najmlađa glumica koja je ikada nominirana za tu nagradu – mlađe su jedino bile Tatum O’Neal, Mary Badham i Quinn Cummings. Alan Arkin je pak komentirao kako je bolje za nju da ne osvoji tu nagradu kako bi „mogla imati normalno djetinjstvo“. 2007. časopis Forbes ju je rangirao na 8. mjesto na listi „najuspješnijih mladih zvijezda Hollywooda“ pošto je zaradila 1.6 milijuna $ prethodne godine.
2007. je snimila dva filma; „No Reservations“ i „Definitely, Maybe“.

## Izabrana filmografija
- 2002. - Misteriozni znakovi
- 2004. - Odgajajući Helen
- 2005. - Keane
- 2006. - Mala Miss Amerike – nominacija za Oscara
- 2007. - Najvažniji dar
- 2009. - Dobrodošli u zemlju zombija

## Vanjske poveznice
- Abigail Breslin u internetskoj bazi filmova IMDb-u (engl.)
- Članak na USA Today
- Abby-Breslin.net| Abigail Breslin – službeni site  Arhivirana inačica izvorne stranice od 17. svibnja 2014. (Wayback Machine)
- WHP-CBS: djed i baka od Abigail Breslin  Arhivirana inačica izvorne stranice od 21. studenoga 2011. (Wayback Machine)
- Intervju – Alan Arkin i Abigail Breslin  Arhivirana inačica izvorne stranice od 27. listopada 2011. (Wayback Machine)